# Peter Hartmann (Sprachwissenschaftler)
Peter Hartmann (* 16. April 1923 in Berlin-Schöneberg; † 9. März 1984 in Münster) war ein deutscher Sprachwissenschaftler.

## Leben
Peter Hartmann, Sohn des Offiziers Hubert Hartmann sowie Enkel des Berliner Sprachwissenschaftlers Felix Hartmann (väterlicherseits) und des Berliner Dekorationsmalers und Kunstgewerblers Prof. Richard Böhland (mütterlicherseits), besuchte nach Volksschulen in Berlin-Schöneberg und Berlin-Charlottenburg ab 1933 das Berliner Gymnasium am Lietzensee, das heutige Canisius-Kolleg, und, nach dessen 1940 erfolgter Schließung durch die Nationalsozialisten, das Staatliche Kant-Gymnasium in Berlin-Spandau, an dem er 1942 das Abitur ablegte. Nach Kriegsdienst an der Ostfront und Verwundung in Stalingrad, an die sich ein neunmonatiger Lazarettaufenthalt anschloss, geriet er am Ende des Krieges in britische Kriegsgefangenschaft.
1946 nahm Hartmann an der Berliner Humboldt-Universität sein Studium auf und studierte vergleichende Sprachwissenschaft und angrenzende Gebiete (bei Wolfgang Steinitz, Erich Ebeling und Wilhelm Wissmann), Japanisch (bei Martin Ramming) und Ewe (bei Diedrich Westermann). 1948 siedelte er mit seiner Familie nach Münster über und studierte dort allgemeine und vergleichende Sprachwissenschaft (bei Alfred Schmitt) und Indologie (bei Ludwig Alsdorf und Paul Hacker). Da Japanologie seinerzeit in Münster nicht vertreten war, studierte er dieses Fach, zwischen Münster und Bonn pendelnd, bei Otto Karow in Bonn weiter. 1950 wurde er mit der – 1952 im Druck erschienenen – Dissertation Einige Grundzüge des japanischen Sprachbaus, gezeigt an den Ausdrücken für das Sehen bei Alfred Schmitt in Münster promoviert, und 1953 erfolgte dort, nach einem zwischenzeitlichen (allerdings ohne Abschluss gebliebenen) Studium der katholischen Theologie, die Habilitation, ebenfalls bei Alfred Schmitt. Thema der Habilitationsschrift waren nominale Ausdrucksformen im wissenschaftlichen Sanskrit.
Von 1953 bis 1956 wirkte Hartmann in Münster als Dozent und von 1956 bis 1969, als Nachfolger seines Lehrers Alfred Schmitt, als ordentlicher Professor für allgemeine und indogermanische Sprachwissenschaft. Im Studienjahr 1965–1966 war er Dekan der Philosophischen Fakultät, und im Jahre 1969 folgte er einem Ruf als Professor für allgemeine Sprachwissenschaft an die neu gegründete Universität Konstanz. Dort wirkte er bis zu seinem Tod im März 1984. Im Jahr 1972 lehnte er einen Ruf als Gründungsrektor an die neu zu gründende Universität-Gesamthochschule Essen ab.
Ein jüngerer Bruder von Peter Hartmann war der Tübinger Philosophieprofessor Klaus Hartmann.

## Schaffen
Hartmanns Schaffen zerfällt in zwei deutlich unterschiedene Phasen, eine rein wissenschaftliche, seine Münsteraner Zeit, und eine überwiegend wissenschaftspolitisch und wissenschaftsorganisatorisch orientierte, seine Konstanzer Zeit. Seine rein wissenschaftliche Phase wiederum lässt sich gliedern in zwei Unterphasen, eine vergleichsweise sprachnahe und eine zunehmend abstrakter und grundlegender werdende. In der ersteren analysierte Hartmann, inspiriert zum Teil durch Gedanken Leo Weisgerbers, noch bestimmte Phänomene konkreter Einzelsprachen oder verglich bestimmte konkrete Sprachen als ganze miteinander (wobei sein Erkenntnisziel allerdings nicht, wie damals weithin üblich,  ein sprachhistorisches, sondern ein sprachtypologisches war), in der letzteren galt sein Interesse zunehmend grundlegenden Phänomenen der Sprache (und Grammatik) als solcher und endete schließlich damit, dass er einige solcher Phänomene mit bestimmten Phänomenen bestimmter außersprachlicher Erzeugnisse des menschlichen Geistes verglich. Ein Nebenprodukt aus dieser letzteren Schaffenszeit (in der sein Schüler Roland Harweg an seiner Habilitationsschrift Pronomina und Textkonstitution schrieb) ist schließlich der oft zitierte Aufsatz Text, Texte, Klassen von Texten, die vielleicht erste Programmskizze der damals im deutschen Sprachraum im Entstehen begriffenen Textlinguistik.
Hartmanns Tätigkeit in Konstanz begann mit dem Aufbau des dortigen Fachkreises Sprachwissenschaft und der Initiierung eines linguistischen Sonderforschungsbereichs und mündete schließlich in die Errichtung und Leitung eines eigenen Sprachlehrinstituts. Außeruniversitär war Hartmann in seiner Konstanzer Zeit in Gremien wie der Wissenschaftlichen Kommission des Wissenschaftsrats (1969–1975), der Senatskommission für Sprachwissenschaft der Deutschen Forschungsgemeinschaft (1973–1979) und dem Wissenschaftlichen Rat des Instituts für Deutsche Sprache in Mannheim tätig. Zu den Veröffentlichungen Hartmanns aus seiner Konstanzer Zeit gehören Schriften wie Aufgaben und Perspektiven der Linguistik. Ein Beitrag zur Linguistik der 70er Jahre von 1970 (seine Konstanzer Antrittsvorlesung), Zur Lage der Linguistik in der BRD von 1972 und verschiedene mit Miloslav Káňa zusammen verfasste Einführungsprogramme in Grundkurse für verschiedene slawische Sprachen. Darüber hinaus ist Hartmann in seiner Konstanzer Zeit, teilweise aber auch schon in seinen späten Münsteraner Jahren, als Herausgeber oder Mitherausgeber verschiedener Zeitschriften und die Zeitschriften begleitender Buchreihen tätig gewesen.

## Buchveröffentlichungen
als Autor
- Einige Grundzüge des japanischen Sprachbaus, gezeigt an den Ausdrücken für das Sehen (Dissertation). Heidelberg 1952.
- Nominale Ausdrucksformen im wissenschaftlichen Sanskrit (Habilitationsschrift). Heidelberg 1955.
- Wortart und Aussageform. Heidelberg 1956.
- Zur Typologie des Indogermanischen. Heidelberg 1956.
- Probleme der sprachlichen Form. Heidelberg 1957.
- Wesen und Wirkung der Sprache im Spiegel der Theorie Leo Weisgerbers. Heidelberg 1958.
- Das Wort als Name. Struktur, Konstitution und Leistung der benennenden Bestimmung. Köln, Opladen 1958.
- Sprache und Erkenntnis. Zur Konstitution des explizierenden Bestimmens. Heidelberg 1958.
- Theorie der Grammatik. Band 1: Die Sprache als Form. ’s-Gravenhage 1959.
- Theorie der Grammatik. Band 2: Zur Konstitution einer allgemeinen Grammatik. ’s-Gravenhage 1961.
- Theorie der Grammatik. Band 3: Allgemeinste Strukturgesetze in Sprache und Grammatik. ’s-Gravenhage 1961.
- Theorie der Grammatik. Band 4: Grammatik und Grammatizität. ’s-Gravenhage 1962.
- Theorie der Grammatik (um Indizes erweiterte Ausgabe aller vier Bände in einem Band). The Hague 1963.
- Zur Theorie der Sprachwissenschaft. Assen 1961.
- Syntax und Bedeutung. Erster Teil: Die syntaktische Bedeutungsmatrix. Assen 1964.
- Aufgaben und Perspektiven der Linguistik. Ein Beitrag zur Linguistik der 70er Jahre (überarbeitete Fassung der Konstanzer Antrittsvorlesung von 1970). Konstanz 1970, ISBN 3-87940-029-6
- Zur Lage der Linguistik in der BRD. Frankfurt am Main 1972, ISBN 3-7610-5710-5
- mit Peter Raster: Sprachwissenschaftliche Forschung in Baden-Württemberg 1972. Braunschweig 1973.

als Herausgeber 
- mit Henri Vernay: Sprachwissenschaft und Übersetzen. Symposion an der Universität Heidelberg. 24.2. – 26.2.1969. München 1970.
- mit Hannes Rieser: Angewandte Textlinguistik I. Hamburg 1974.
- mit Miloslav Káňa: Johann Amos Comenius: Methodus linguarum novissima und andere seiner Schriften zur Sprachlehrforschung. Konstanz 1978.
- Vladimir Skalička: Typologische Studien, mit einem Beitrag von Petr Sgall. Braunschweig, Wiesbaden 1979.

## Herausgegebene Zeitschriften
- mit Werner Abraham, Richard D. Brecht, Bruce Fraser, Morris Halle, K. Kunjunni Raja, Benson Mates, J. F. Staal, Pieter P. Verburg, John W.M. Verhaar: Foundations of Language. International Journal of Language and Philosophy. Band 1 (1965) – Band 14 (1976).
- mit  Morris Halle, K. Kunjunni Raja, Benson Mates, J. F. Staal, Pieter P. Verburg, John W.M. Verhaar: Studies in Language [Fortsetzung von Foundations of Language]. Band 1 (1977) – Band 2 (1978).
- Folia Linguistica. Acta Societatis Linguisticae Europaeae. Band 2 (1968) – 14 (1980).
- Linguistische Berichte. Forschung, Information, Diskussion. Heft 1, 1969 – Heft 88, 1983.

## Herausgegebene Reihen
- mit Morris Halle, K. Kunjunni Raja, Benson Mates, J.F. Staal, Pieter A. Verburg, John W. M. Verhaar: Foundations of Language. Supplementary Series. Band 1 (1967) – 20 (1974). Dordrecht.
- Commentationes Societatis Linguisticae Europaeae. Band 1(1970) – 6 (1973). München.
- Schriften zur Linguistik. Band 1 (1970) – 12 (1979) [10 (1984)]. Braunschweig.